# یان فن در بی
یان فن در بی (هلندی: Jan van der Bij؛ زادهٔ ۲۵ سپتامبر ۱۹۹۱) قایقران روئینگ اهل هلند است.
وی در مسابقات کشوری و بین‌المللی در مجموع برندهٔ ۱ مدال طلا، ۱ مدال نقره، ۱ مدال برنز شده است.